# Ovidiu Burcă
Ovidiu Nicușor Burcă (Slatina, 16 marzo 1980) è un allenatore di calcio ed ex calciatore rumeno, di ruolo difensore, tecnico del Sepsi.

## Palmarès

### Club

#### Competizioni nazionali
- Campionato rumeno: 1

Dinamo Bucarest: 2003-2004
- Coppa di Romania: 3

Dinamo Bucarest: 2002-2003, 2003-2004, 2004-2005